# هيدا بيرنستن
هيدا بيرنستن (بالنرويجية البوكمول: Hedda Berntsen)‏ هي متزحلقة حرة نرويجية، ولدت في 24 أبريل 1976 في أوسلو في النرويج.

## وصلات خارجية
- هيدا بيرنستن على موقع الاتحاد الدولي للتزلج (التزلج على المنحدرات الثلجية) (الإنجليزية)
- هيدا بيرنستن على موقع الاتحاد الدولي للتزلج (التزلج الحر) (الإنجليزية)
- هيدا بيرنستن على موقع اللجنة الأولمبية الدولية (الإنجليزية)
- هيدا بيرنستن على موقع اللجنة الأولمبية الدولية (الإنجليزية)
- هيدا بيرنستن على موقع أوليمبيديا (الإنجليزية)
- هيدا بيرنستن على موقع IMDb (الإنجليزية)